# Sekretessmarkering
En sekretessmarkering är enligt svensk lag en markering som görs på en allmän handling för att upplysa en beslutsfattare om att sekretess kan föreligga för handlingen. Markeringen kan till exempel göras direkt på ett dokument, eller i ett register om handlingen är elektronisk. Ett liknande begrepp är hemligstämpel, men det är mer talspråkligt och förekommer inte i lagstiftningen.
När någon begär ut en allmän handling ska det göras en sekretessprövning enligt offentlighets- och sekretesslagen. En sekretessmarkering är en påminnelse till den som hanterar handlingen om att innehållet kan vara sekretessbelagt – men en sekretessmarkering i sig är inte avgörande för om handlingen kan lämnas ut eller inte, en bedömning får göras vid varje enskild begäran.
Sekretessmarkering av uppgifter i folkbokföringsregistret är en av de metoder som används för att åstadkomma vad som brukar kallas skyddad identitet. Den typen av sekretessmarkering sker enligt 22 kap offentlighets- och sekretesslagen.